# Institutul Smolnîi

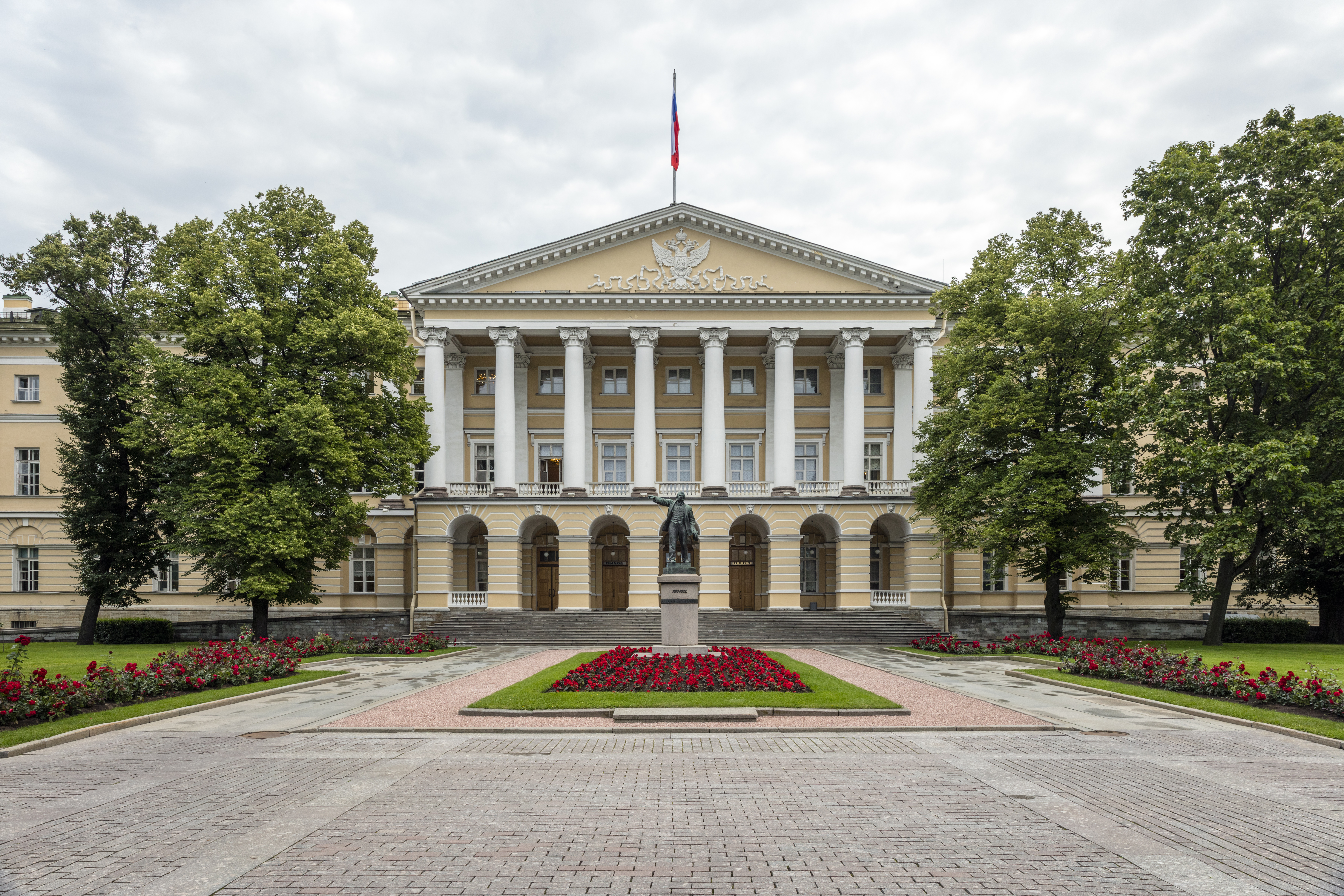
Vedere modernă a fațadei, cu statuia lui Lenin în prim-plan.

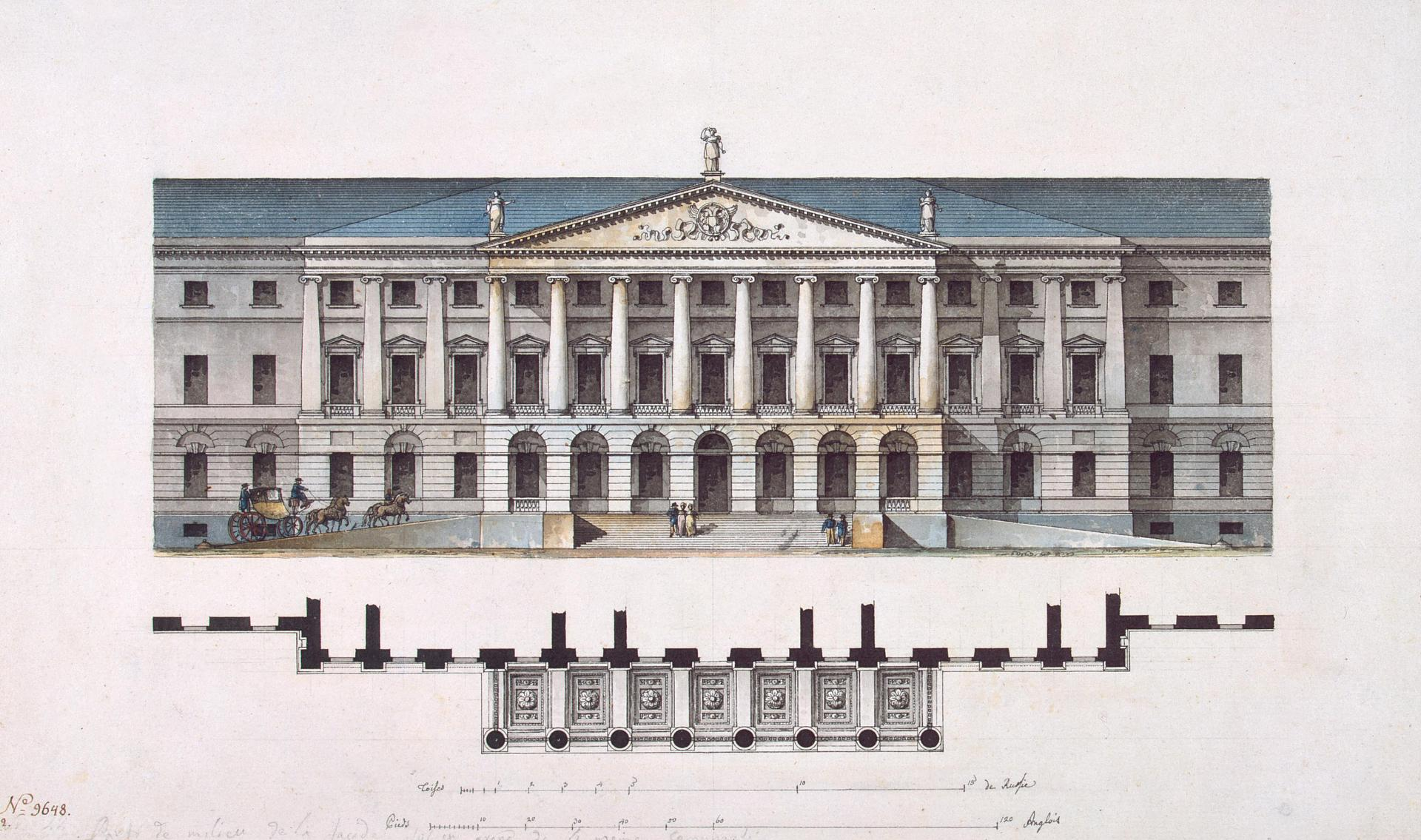
Aspectul original proiectat de arhitectul Giacomo Quarenghi pentru Institutul Smolnîi (1806).

Institutul Smolnîi (în rusă Смольный институт, transliterat: Smolnîi institut) este un edificiu palladianist din Sankt Petersburg, care a jucat un rol important în istoria Rusiei.
Clădirea i-a fost comandată arhitectului Giacomo Quarenghi de către Societatea pentru Educația Fetelor de Nobili și a fost construită în perioada 1806-1808 ca sediu al Institutului pentru Fetele de Nobili Smolnîi, înființat la îndemnul omului politic Ivan Bețkoi și în conformitate cu un decret al Ecaterinei a II-a (cea Mare) din 1764, primind numele de la Mănăstirea Smolnîi aflată în apropiere. Înființarea institutului a fost un pas important în accesul la educație pentru femeile din Rusia: „furnizarea unei educații formale pentru femei a început abia în 1764 și 1765, când Ecaterina a II-a a înființat mai întâi Institutul Smolnîi pentru fetele nobilimii din Sankt Petersburg și apoi Institutul Novodevicii pentru fetele oamenilor de rând”.
Smolnîi a fost prima instituție de învățământ pentru femei din Rusia și a continuat să funcționeze sub patronajul personal al împărătesei Rusiei până la Revoluția din 1917. Grădina frumoasă și grilajul de fier din jurul institutului datează de la începutul secolului al XIX-lea.
În 1917 clădirea a fost aleasă de către Vladimir Ilici Lenin pentru a adăposti cartierul general al bolșevicilor în timpul Revoluției din Octombrie. A fost reședința lui Lenin timp de mai multe luni, până când guvernul național a fost mutat la Kremlinul din Moscova în martie 1918. După aceea, Smolnîi a devenit sediul organizației locale a Partidului Comunist, precum și a primăriei orașului. În 1927 a fost înălțat în fața clădirii un monument al lui Lenin, proiectat de sculptorul Vasili Kozlov și de arhitecții Vladimir Șciuko și Vladimir Gelfreikh.
Aici a fost asasinat liderul comunist Serghei Kirov în 1934. După 1991, Smolnîi a fost folosit ca reședință a primarului orașului (denumit guvernator după 1996) și sediu al administrației orașului. Vladimir Putin a lucrat acolo din 1991 până în 1997 sub administrația lui Anatoli Sobceak. Astăzi, această clădire istorică este reședința oficială a guvernatorului orașului federal Sankt-Peterburg și găzduiește, de asemenea, un muzeu dedicat lui Lenin. Vizitatorii muzeului pot vedea biroul lui Lenin, camerele în care a locuit acesta și chiar celebra sală de adunare, în care a fost proclamată victoria Revoluției din Octombrie în anul 1917.
Numele „Smolnîi” provine de la locul de amplasare al mănăstirii; acel loc se afla la marginea orașului în primii ani de existență ai orașului St. Petersburg, unde se producea smoala („smola” în limba rusă) ce urma să fie folosită în domeniul construcțiilor navale în operațiunile de călăfătuire. Ca urmare, acel loc a fost numit „smolnîi” - locul unde se produce smoala.

## Legături externe
- Views of the Smolny
- Smolny Chapter 4 from Six Red Months in Russia (1918) by Louise Bryant